# Übertragung (Geburt)
Die Übertragung oder übertragene Schwangerschaft bedeutet in der Geburtshilfe die fortgesetzte Schwangerschaft über den erwarteten „üblichen“ Geburtstermin hinaus.
Etwa vier von zehn Kindern kommen in den 14 Tagen nach dem errechneten Geburtstermin zur Welt. Erst wenn diese zwei Wochen überschritten sind (42+0 Schwangerschaftswoche) spricht man von einer Übertragung. Dies betrifft ca. ein Prozent aller Schwangerschaften.
Bei Übertragung über die 42. Woche hinaus wurde eine erhöhte Sterblichkeit beobachtet.
```
Eine medikamentöse Geburtseinleitung oder eine 
Schnittentbindung
 können bei der übertragenen Schwangerschaft indiziert sein.
[
3
]
```

Ein Neugeborenes, das übertragen wurde, wird als Risikoneugeborenes eingestuft.

## Übertragungszeichen (Runge-Zeichen)
Objektive Kriterien für die Diagnose, ob ein Neugeborenes übertragen ist, sind die so genannten Runge-Zeichen:
1. gelbe Haut, gelbe Eihäute bzw. Nabelschnur;
2. Waschfrauenhände mit
3. Abschilfern / Abschälen der Epidermis;
4. roter Hodensack bzw. rote Schamlippen;
5. keine Vernix caseosa (Fruchtschmiere, Käseschmiere);
6. Dystrophie (relativer Entwicklungsrückstand).

## Clifford-Syndrom
Als eine Folgeerkrankung der Übertragung (chronischen Plazentainsuffizienz) beim Neugeborenen kann das dreigradige Clifford-Syndrom auftreten:
- Grad I: keine Käseschmiere, kaum ausgeprägte Fettpolster und Hautatrophie;
- Grad II: dazu grüne Farbe von Haut und Eihäuten wegen mekoniumhaltigen Fruchtwassers
- Grad III: Haut in hellem Gelb mazeriert, Fruchtwasser gelb-braun.

Die Prognose ist relativ gut, wenn die Neugeborenenperiode überlebt wird.